# Duliophyle obsoleta
Duliophyle obsoleta är en fjärilsart som beskrevs av Yang 1978. Duliophyle obsoleta ingår i släktet Duliophyle och familjen mätare. Inga underarter finns listade i Catalogue of Life.